# SuperSport (Albania)
SuperSport es un grupo de canales de televisión albanés con temática deportiva operados por la plataforma de televisión terrestre DigitAlb. Las señales transmiten una variedad de competiciones de distintos deportes como la Premier League, LaLiga, la Bundesliga y la Bundesliga 2, Eredivisie, la Ligue 1 y la Ligue 2, la Eurocopa, UEFA Europa League, UEFA Conference League, Copa América, ATP 500, ATP 1000, IAAF, entre otras.
La mayoría de los eventos deportivos se transmiten en vivo y en Full HD. Además, las transmisiones en 3D están disponibles; principalmente para partidos de fútbol específicos.
Para los eventos principales, también hay programación de estudio de apoyo junto con programas de entrevistas, que se producen en vivo antes y después de los partidos. Con este propósito, a partir de 2010, DigitAlb invirtió en varios estudios de televisión junto con estudios de comentarios en vivo para hacer posible la transmisión en vivo de hasta 9 eventos diferentes.
Supersport Albania está disponible en el satélite Eutelsat W3C (16.0E), junto con los otros canales de DigitAlb.

## Canales
- SuperSport 1 - Noticias deportivas y eventos EN VIVO
- SuperSport 2 - partidos de fútbol, programas de SuperSport y repeticiones de todos los eventos deportivos
- SuperSport 3 - partidos de fútbol, programas de SuperSport y repeticiones de todos los eventos deportivos
- SuperSport 4 - Solo eventos EN VIVO
- SuperSport 5 - Solo eventos EN VIVO
- SuperSport 6 - Solo eventos EN VIVO
- SuperSport 7 - Solo eventos EN VIVO
- SuperSport Kosova 1 - Partidos de la Premier League solo para Kosovo, a través de ArtMotion
- SuperSport Kosova 2 - Partidos de la Premier League solo para Kosovo, a través de ArtMotion
- SuperSport Kosova 3 - Partidos de la Premier League solo para Kosovo, a través de ArtMotion

## Eventos deportivos

### Fútbol
- UEFA Europa League 2024/2027 (Albania)
- UEFA Conference League 2024/2027 (Albania)
- UEFA Nations League 2022/2027 (Albania + Kosovo)
- Clasificación para la Eurocopa (Albania + Kosovo)
- Premier League todos los partidos por semana 2024/2028 (Albania + Kosovo)
- La Liga 2021/2026 (Albania + Kosovo)
- Bundesliga 2021/2025 (Albania + Kosovo)
- Bundesliga 2 2021/2025 (Albania + Kosovo)
- Ligue 1 2024/2029 (Albania + Kosovo)
- Ligue 2 2024/2029 (Albania + Kosovo)

#### Copas de fútbol
- Kupa e Shqipërisë 2018/2022 (Albania + Kosovo)
- Superkupa e Shqipërisë 2018/2022 (Albania + Kosovo)
- Supercopa de España 2019/2022 (Albania + Kosovo)
- Coppa Italia 2021/2024 (Albania)
- Supercoppa Italiana 2021/2024 (Albania)
- Coupe de France 2018/2022 (Albania + Kosovo)
- Trophée des Champions 2021/2024 (Albania)
- DFL-Supercup 2021/2025 (Albania + Kosovo)

#### Tenis
- ATP 1000 (2020/2023)
- ATP 500 (2020/2023)

#### Baloncesto
- FIBA International qualifiers (2017 – 2021)

#### Atletismo
- IAAF Diamond League

#### Deportes de combate
- Ultimate Fighting Championship (2020/2023)

#### Rugby
- Six Nations